# Бохинська Бистриця
Бохинська Бистриця (словен. Bohinjska Bistrica) — найбільше і центральне поселення в общині Бохинь, Горенський регіон, Словенія. Висота над рівнем моря: 509 м. Є важливим туристичним центром. Місто обслуговується залізничною станцією та забезпечене регулярними автобусними рейсами.

## Клімат
Селище знаходиться у зоні, котра характеризується континентальним субарктичним кліматом. Найтепліший місяць — серпень із середньою температурою 6.7 °C (44 °F). Найхолодніший місяць — лютий, із середньою температурою -7.8 °С (18 °F).
| Клімат Бохинської Бистриці | Клімат Бохинської Бистриці | Клімат Бохинської Бистриці | Клімат Бохинської Бистриці | Клімат Бохинської Бистриці | Клімат Бохинської Бистриці | Клімат Бохинської Бистриці | Клімат Бохинської Бистриці | Клімат Бохинської Бистриці | Клімат Бохинської Бистриці | Клімат Бохинської Бистриці | Клімат Бохинської Бистриці | Клімат Бохинської Бистриці | Клімат Бохинської Бистриці |
| Показник                   | Січ.                       | Лют.                       | Бер.                       | Квіт.                      | Трав.                      | Черв.                      | Лип.                       | Серп.                      | Вер.                       | Жовт.                      | Лист.                      | Груд.                      | Рік                        |
| Абсолютний максимум, °C    | 8                          | 7                          | 11                         | 12                         | 16                         | 20                         | 20                         | 17                         | 19                         | 13                         | 20                         | 12                         | 20                         |
| Середній максимум, °C      | −5                         | −6                         | −4                         | −2                         | 1                          | 5                          | 7                          | 7                          | 5                          | 1                          | −2                         | −5                         | 0                          |
| Середня температура, °C    | −7                         | −7                         | −6                         | −4                         | 0                          | 3                          | 6                          | 6                          | 4                          | 0                          | −3                         | −6                         | −1                         |
| Середній мінімум, °C       | −8                         | −9                         | −7                         | −6                         | −1                         | 2                          | 4                          | 5                          | 2                          | 0                          | −5                         | −7                         | −2                         |
| Абсолютний мінімум, °C     | −27                        | −24                        | −22                        | −16                        | −12                        | −7                         | −6                         | −5                         | −8                         | −12                        | −21                        | −22                        | −27                        |
| Днів з опадами             | 12                         | 12                         | 16                         | 17                         | 14                         | 15                         | 12                         | 11                         | 10                         | 14                         | 13                         | 13                         | 159                        |
| Днів з дощем               | 1                          | 1                          | 0                          | 1                          | 4                          | 9                          | 11                         | 10                         | 7                          | 7                          | 1                          | 0                          | 52                         |
| Днів зі снігом             | 12                         | 12                         | 16                         | 17                         | 11                         | 8                          | 3                          | 2                          | 5                          | 9                          | 12                         | 13                         | 120                        |
| -------------------------- | -------------------------- | -------------------------- | -------------------------- | -------------------------- | -------------------------- | -------------------------- | -------------------------- | -------------------------- | -------------------------- | -------------------------- | -------------------------- | -------------------------- | -------------------------- |
| Джерело: Weatherbase       |                            |                            |                            |                            |                            |                            |                            |                            |                            |                            |                            |                            |                            |